# Охи
О́хи, Оха (греч. Όχη) — гора в Греции, в юго-восточной части греческого острова Эвбея. Заканчивается на юго-востоке мысом Кафирефс. Расположена в общине (диме) Каристосе в периферийной единице Эвбее, к северо-востоку от города Каристоса, в 30 километрах к юго-востоку от города Халкиды. Самый высокий пик — Айос-Илиас (Άγιος Ηλίας) высотой 1397 метров над уровнем моря. Другой пик — Иудас (Ιούδας, 1370 м).
На горе много источников, но только несколько каштанов сохранились на самой высокой вершине от былого леса. Во многих местах есть залежи мрамора, из которых наиболее ценным является белый, пронизанный зеленоватыми полосками мрамор области Каристоса (циполин, Marmor Carystium).

## Мегалитические постройки
Гора и её окрестности известны древними мегалитическими постройками — драконовыми домами (δρακόσπιτα). Руины древнего здания на вершине горы сохранились в хорошем состоянии. Размеры здания 12,4 × 7,63 метров. Выдвигалось несколько теорий предназначения здания. Здание рассматривается как храм, построенный дриопами для почитания Зевса или Геры, место для сигнальных костров, сторожевой пост, убежище для рабочих карьера, казарма для римского военного отряда, следившего за рабочими карьера. Здание использовалось в VI—I веках до н. э.